# 西田昌史 (予備校講師)
西田 昌史（にしだ まさし）は、日本の予備校講師。東進ハイスクール、河合塾英語科講師。現在河合塾札幌校所属。

## 経歴
滋賀県出身。滋賀県立彦根東高等学校を経て、国際基督教大学卒業。